# Полівка північна
Полівка темна (Microtus agrestis) — вид гризунів родини Хом'якові (Cricetidae). Молекулярні дані свідчать про те, що Microtus agrestis може бути двома видами (Jaarola and Searle 2002). лат. agrestis від грец. ἀγρός — «поле».

## Поширення
Мешкає від Атлантичного узбережжя до озера Байкал (Велика Британія, Швейцарія, Ліхтенштейн, Австрія, Бельгія, Нідерланди, Люксембург, Німеччина, Данія, Чехія, Словаччина, Угорщина, Польща, Румунія, Молдова, Україна, Білорусь, Литва, Латвія, Естонія, Норвегія, Швеція, Фінляндія, Росія, Казахстан, Китай, Монголія). 
Зустрічаються у вологих трав'янистих місцях проживання, таких як рідколісся, болота або річкові береги, в Альпах до 1800 метрів над рівнем моря. 

## Фізичні характеристики
Забарвлення сіро-коричневе, черево білувате. Голова і тіло довжиною 95—133 мм, хвіст довжиною 26—47 мм, задні ступні довжиною 16—19 мм, вуха довжиною 11—14 мм, вага 20—47 грамів, рідко до 55 грамів.

## Поведінка
Хоча можуть рити нори, вони зазвичай будують гнізда над землею. Чисельності населення характерний чотирирічний цикл. Переважно травоїдні, харчуючись травами і трав'янистими рослинами; гризуть кору в зимовий період. Активність є денною і нічною. 

## Відтворення
Самиці дають до семи приплодів на рік, кожен в середньому містить від 4 до 6 дитинчат, які годуються молоком 14 днів.

## Ресурси Інтернету
- Kryštufek, B., Vohralík, V., Zima, J. & Zagorodnyuk, I. 2008. Microtus agrestis
- A. J. Mitchell-Jones, G. Amori, W. Bogdanowicz, B. Krystufek, P. J. H. Reijnders, F. Spitzenberger, M. Stubbe, J. B. M. Thissen, V. Vohralik, J. Zima: The Atlas of European Mammals. Poyser, London, 1999: S. 226-227.

| Панда | Це незавершена стаття з теріології. Ви можете допомогти проєкту, виправивши або дописавши її. |